# Amleto Vespa
Amleto Vespa (L'Aquila, 1884 – Shanghai, 1941) è stato un agente segreto, guerrigliero e giornalista italiano.

## Biografia
Amleto Vespa nacque all'Aquila "da un padre agiato e di buona cultura provinciale". Circa l'anno di nascita, lo stesso Vespa, nel libro Segret agent of Japan, dichiara di essere nato nel 1888, ma il giornalista della RAI Franco Totoro ha rinvenuto, nell'Archivio di Stato dell'Aquila, il suo foglio di congedo dal servizio militare che riporta l'anno di nascita 1884. Vespa rivelò già da adolescente la sua passione per l'avventura. Di carattere autonomo e insofferente, aveva rifiutato di terminare l'università a Roma, facendo invece il servizio militare per ottenere il passaporto e partire in cerca di gloria. Era un giovane di statura media e di presenza gradevole, gli occhi scuri sotto una fronte arquata e spaziosa, quello che, nel 1910, si presentò al cospetto del generale messicano Francisco Madero, capo del movimento rivoluzionario, coetaneo e poi nemico di Benito Juárez. Era arrivato da Vera Cruz, sulla costa orientale del Golfo del Messico, con un vapore da carico partito dal porto di Napoli, dopo tre settimane di navigazione burrascosa tra gli uragani del tropico".

### L'esperienza messicana
A seguito di una colluttazione con un guarda-caccia che aveva scoperto suo fratello minore Augusto andare a caccia nelle campagne aquilane in un periodo vietato dalla legge, Amleto decide di lasciare l'Italia per un certo periodo di tempo in modo da far calmare le acque e parte nel 1910 a soli 22 anni per il Messico dove, spinto dal desiderio di ricerca dell'avventura oltre che dalla necessità di allontanarsi dall'Italia, si arruola nell'esercito rivoluzionario del generale Francisco Madero, considerato un paladino della democrazia messicana e propugnatore di profonde riforme sociali.
Madero, proprio nel 1910, aveva dato inizio alla insurrezione che sarebbe passata alla storia come rivoluzione Messicana, in cui lottò a fianco del leggendario rivoluzionario e guerrigliero Pancho Villa e per un certo tempo anche di concerto con l'altro famoso combattente Emiliano Zapata (con il quale tuttavia in seguito avrebbe avuto una fase di conflitto) contro il dittatore Porfirio Díaz, il quale conduceva un duro regime dittatoriale nel Messico sin dal 1884.
Il regime di Diaz si era contraddistinto, negli ultimi anni, per la forte compressione dei diritti politici e sociali, come la soppressione delle libertà di stampa e di assemblea, accompagnata dall'uso indiscriminato della forza per reprimere gli scioperi e le contestazioni in atto nel Paese.
Sebbene, tramite varie concessioni ad imprese straniere e un ampliamento del potere dei latifondisti vi fosse stato un certo sviluppo industriale e commerciale, tutto ciò aveva portato a un ulteriore aggravamento delle condizioni di vita dei proletari e dei contadini messicani, il che, unito ad una forte repressione nei confronti dei settori intellettuali, portò alla famosa insurrezione guidata da Madero, che nel 1911 rovesciò il regime dittatoriale di Diaz e divenne il nuovo presidente del Messico.
Un tale contesto senza dubbio richiamò l'attenzione di un giovane dall'indole avventurosa come Vespa che combatté per due anni a fianco dei ribelli messicani, rimanendo ferito per due volte guadagnandosi così il grado di capitano. Infine lasciò il Messico nel 1912.

### Gli anni dei viaggi come giornalista indipendente
Dopo aver lasciato il Messico nel 1912, Vespa iniziò una lunga serie di viaggi come giornalista indipendente attraverso gli Stati Uniti, l'America del Sud, l'Australia, l'Indocina Francese e la Mongolia. In uno dei suoi viaggi Vespa conobbe una contessa polacca che sposò in seguito e dalla quale ebbe due figli, Ginevra e Italo.

### La sua attività da agente segreto
Durante i suoi viaggi tra Siberia, Manciuria e Cina, successivi all'esperienza messicana, Vespa affrontò una lunga serie di vicissitudini alternando esperienze e attività varie e disparate, ai limiti della legalità ma sempre, indiscutibilmente avventurose.
Divenne prima spia dei giapponesi e trafficante d'armi, successivamente passò al servizio dei cinesi, ritornò ai Giapponesi nel periodo dell'occupazione della Cina per passare definitivamente sotto la bandiera degli Stati Uniti nel 1938.
Una buona parte delle sue "avventure" sono state da lui stesso descritte nel libro Secret Agent of Japan che fu pubblicato nel 1938 prima a Londra e poi negli Stati Uniti. Il libro divenne un documento "scomodo" per i Giapponesi documentando crudamente alcuni aspetti dell'occupazione militare della Cina. Non vi sono riscontri chiari sulla sua morte ma è molto probabile che venne ucciso dai Giapponesi nelle Filippine nel 1941.